# Trepák Zoltán
Trepák Zoltán (Budapest, 1977. február 20. –) magyar kosárlabdázó. 45-szörös válogatott, négyszeres magyar bajnok (Kaposvár, ZTE, Szolnoki Olaj), ötszörös kupagyőztes.

## Élete
Trepák Zoltán Budapesten született. Viszonylag későn, 17 éves korában fogott először kosárlabdát.1995 óta profi kosárlabdázó. Gyerekkorát Ecseren töltötte.

## Klubjai
A Csepelben kezdett el kosarazni, ami akkor megfelelő hely volt utánpótlás-képzésre, majd egy év után megszűnt a csapat, így három évet Szombathelyen játszott a Falco csapatában, majd négy évig a Szolnoki Olajban szerepelt. Az itt töltött évek alatt lett először magyar válogatott kosárlabdázó. 2001-ben. Utána hat évig nem szerepelt a válogatottban. Ezután három évig Kaposváron kosarazott, és onnan Nyíregyházára került. Innen az útja Zalaegerszegre vezetett. 2007 óta újra tagja a magyar kosárlabda-válogatottnak. 2013-ban Szolnokról Sopronba igazolt.
- 1995-1996 - Csepel
- 1996-1999 - Falco KC (Szombathely)
- 1999-2003 - Szolnoki Olaj KK (Szolnok)
- 2003-2006 - Kaposvári KK (Kaposvár)
- 2006-2008 - Marso-Vagép NYKK (Nyíregyháza)
- 2008-2010 -  Zalakerámia-ZTE KK (Zalaegerszeg)
- 2010-2013 - Szolnoki Olaj KK[5][6]
- 2013-tól - Soproni KC[7]
- 2015-2016 - MTK Törökbálint, NBI.B[8]
- 2016 – Dunaharaszti MTK (NBII, majd NBI.B. zöld  csoport) [1][9]

2008. január 10-én a Nyíregyháza színeiben a szlovák Igló elleni nemzetközi kupameccsen 28 pontot dobott, ez a karriercsúcsa.

## Külső hivatkozások
- Trepák Zoltán profilja a kosarlabda.com oldalán
- Trepák Zoltán profilja az eurobasket.com oldalán
- Trepák Zoltán az NYKK-hoz igazolt[halott link]
- Trepák Zoltán Zalaegerszegen folytatja pályafutását
- Trepák Zoltán három arca (képek)
- Trepák vezetésével előnyben a ZTE a bronzmeccsen